# 바이러스 외피

거대세포바이러스의 개략도

바이러스 외피(viral envelope) 바이러스의 가장 바깥 층이다. 숙주 세포 사이를 이동할 때 바이러스 게놈을 보호한다. 모든 바이러스에 외피가 있는 것은 아니다.
외피는 일반적으로 숙주 세포막(인지질 및 단백질)의 일부에서 파생되지만 일부 바이러스 당단백질을 포함한다. 외피는 바이러스가 숙주의 면역계를 회피하는 데 도움을 준다. 외피 표면에 있는 당단백질은 숙주의 막에 있는 수용체를 확인하고 결합하는 역할을 한다. 그런 다음 바이러스 외피는 숙주의 막과 융합되어 캡시드와 바이러스 게놈이 숙주 세포에 들어가 감염되도록 한다.
모든 외피 바이러스는 외피와 게놈 사이에 또 다른 단백질 층인 캡시드를 가지고 있다.
바이러스가 진출하는 세포는 죽거나 약화되어 오랜 기간 동안 더 많은 바이러스 입자를 내보낸다. 이러한 바이러스의 지질 이중층 외피는 건조, 열, 비누 및 세제와 같은 양친매성 물질에 상대적으로 민감하므로 외피가 없는 바이러스보다 살균이 더 쉽고 숙주 환경 외부에서 생존이 제한된다. 따라서 숙주에서 직접 전달되어야 한다. 외피 바이러스는 적응력이 뛰어나 면역계를 회피하기 위해 단시간에 변할 수 있다. 외피 바이러스는 지속적인 감염을 일으킬 수 있다.

## 외피 바이러스의 종류
밑은 몇 가지 종류의 외피 바이러스이다.
- DNA 바이러스
  - 헤르페스 바이러스
  - 폭스 바이러스
  - 헤파드나 바이러스
  - 아프리카돼지열병 바이러스
- RNA 바이러스
  - 플라비 바이러스
  - 알파 바이러스
  - 토가 바이러스
  - 코로나 바이러스
  - D형 간염
  - 오르토믹소 바이러스
  - 파라믹소 바이러스
  - 랍도 바이러스[2]
  - 부냐 바이러스
  - 필로 바이러스
- 레트로 바이러스
  - 레트로 바이러스

## 같이 보기
- 세균협막
- 협막
- 세포 외피